# Resolució 59 del Consell de Seguretat de les Nacions Unides
La Resolució 59 del Consell de Seguretat de les Nacions Unides, aprovada el 20 d'octubre de 1948, preocupat perquè el govern provisional d'Israel encara no hagués presentat un informe al Consell sobre el progrés de la investigació sobre els assassinats del mediador de les Nacions Unides Comte Folke Bernadotte i l'observador Coronel André Serot, el Consell va demanar al Govern israelià que presentés un informe sobre els progressos realitzats en la investigació i que indiqués les mesures adoptades en matèria de negligència per part dels funcionaris o altres factors que afectessin al crim.
La Resolució recorda als governs i autoritats implicades les seves obligacions de complir els objectius i responsabilitats establerts a la Resolució 54 del Consell de Seguretat de les Nacions Unides i la Resolució 56 del Consell de Seguretat de les Nacions Unides. El Consell va acusar als governs i autoritats de permetre que els observadors acreditats de l'ONU tinguessin accés a tots els llocs on els seus deures podrien requerir que hi anessin, per simplificar els procediments sobre avions de les Nacions Unides que, en efecte, cooperessin plenament amb el personal de vigilància de la treva, instruccions als comandants en el camp de tots els acords celebrats a les oficines del Mediador i prendre mesures raonables per garantir la seguretat de tot el personal de supervisió de treva i el seu equip.
El president del Consell va anunciar que havia aprovat la resolució en absència de cap objecció.